# Gjárfoss
Der Gjárfoss ist einer der Wasserfälle im Gebiet Gjáin mit weiteren Wasserfällen und liegt im Süden von Island.
Aus dem Nordosten kommend stürzt die Rauða auf einer Breite von 3 m um 16 m in die Tiefe.
Das Gebiet Gjáin liegt nordwestlich der Þjórsá und ist über den Þjórsárdalsvegur  und den Stangarvegur  zu erreichen. Andere Wasserfälle in der Nähe sind der Háifoss mit dem Granni und der Hjálparfoss. 